# Смирний Григорій

Гриць Смирний

Григо́рій (Гриць) Сми́рний (* Дніпропетровська область — † 1941, Львів) — український бандурист.
Брав участь у Визвольних змаганнях 1918-1920 рр. Був інтернований у Каліші, Польща. Згодом переїхав у Прагу, де закінчив студії у Педагогічному Інституті ім. М.Драгоманова. Після завершення студії переїхав до Львіва, де вчителював. Викладав гру на бандурі. 
Брав активну участь в ансамблі бандуристів під керівництва Ю. Сінґалевича. 
У 1941 р. перед виходом радянських військ був заарештований та розстріляний.
У діаспорі в різних збірках збереглися декілька композицій та обробок цього бандуриста.

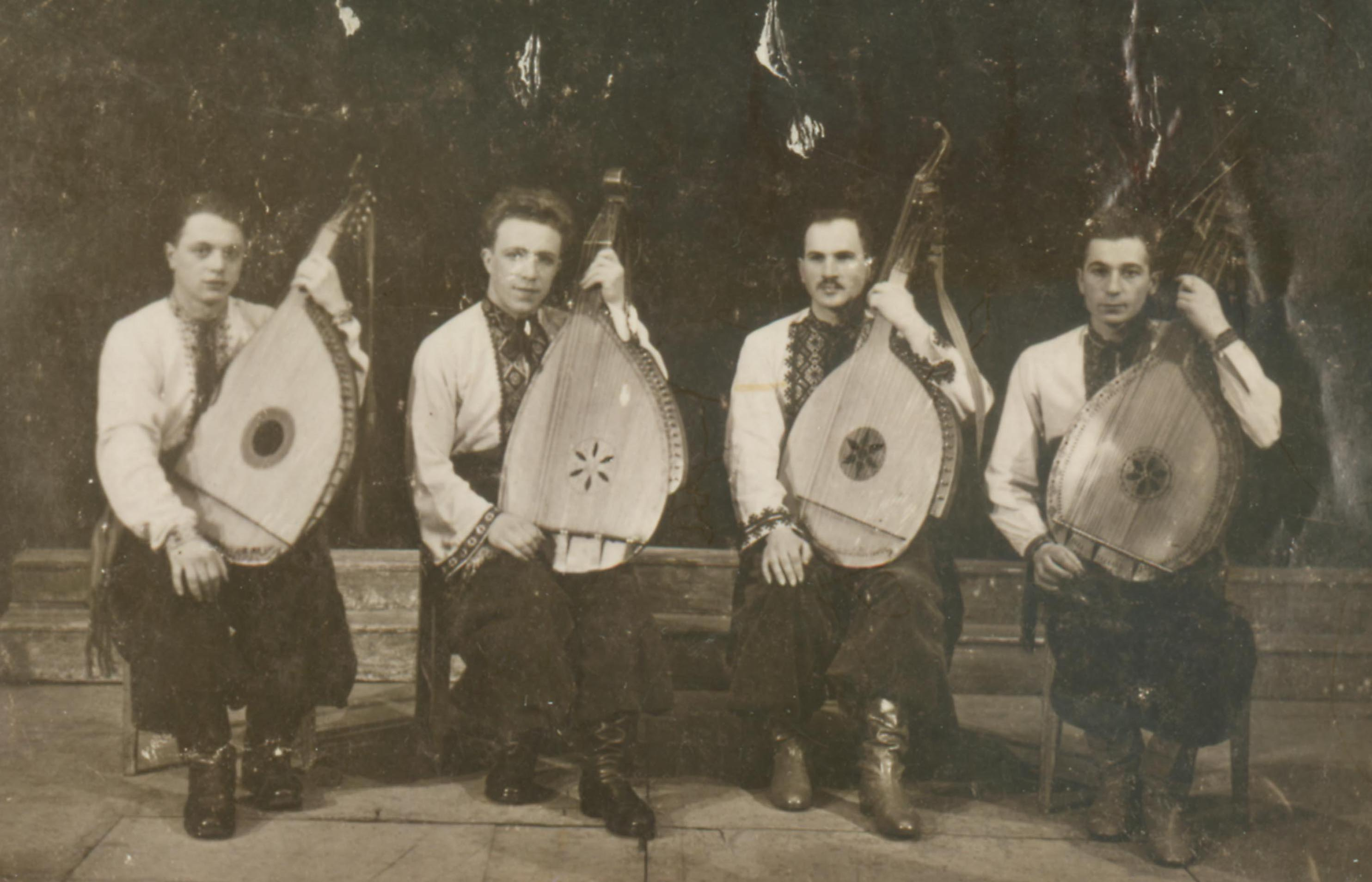
Квартет бандуристів — І. Масляник, Г. Смирний, С. Ганушевський та С. Ластович